# Stranded 2
Stranded 2 – komputerowa przygodowa gra akcji stworzona przez Unreal Software w 2008 roku. Gracz wciela się w niej w postać samotnego rozbitka, który znalazł się na bezludnej wyspie po katastrofie jachtu. Celem gry jest przeżycie na wyspie oraz jak najszybsze jej opuszczenie. Cel ten można osiągnąć poprzez poszukiwanie pożywienia – składającego się zarówno na rośliny, jak i na zwierzęta do upolowania – czy też budowę schroniska, a także eksplorację wyspy. Stranded 2 posiada trójwymiarową oprawę graficzną i jest dostępna za darmo. Stanowi ona kontynuację opartej na podobnym pomyśle gry Stranded z 2003 roku, zawierającą poprawioną oprawę graficzną i większą liczbę przedmiotów. W 2007 roku strona IndieGames umieściła Stranded 2 na 17. miejscu na liście 20 najlepszych darmowych gier roku. W sierpniu 2012 roku ogłoszono prace nad trzecią częścią gry. Miała być ona oparta na silniku graficznym OGRE, lecz 2 miesiące później podjęto decyzje o przejściu na silnik gry Unity.

## Fabuła
Gracz wciela się w mężczyznę, który wyruszył w podróż swoim statkiem. Podczas jednej z burz jego statek ulega zniszczeniu, a on sam staje się rozbitkiem na nieznanej wyspie. Dąży do powrotu do domu, a najlepszym sposobem według prowadzonego przez niego pamiętnika będzie budowa nowego statku, którym będzie mógł powrócić do domu.